# Algefa

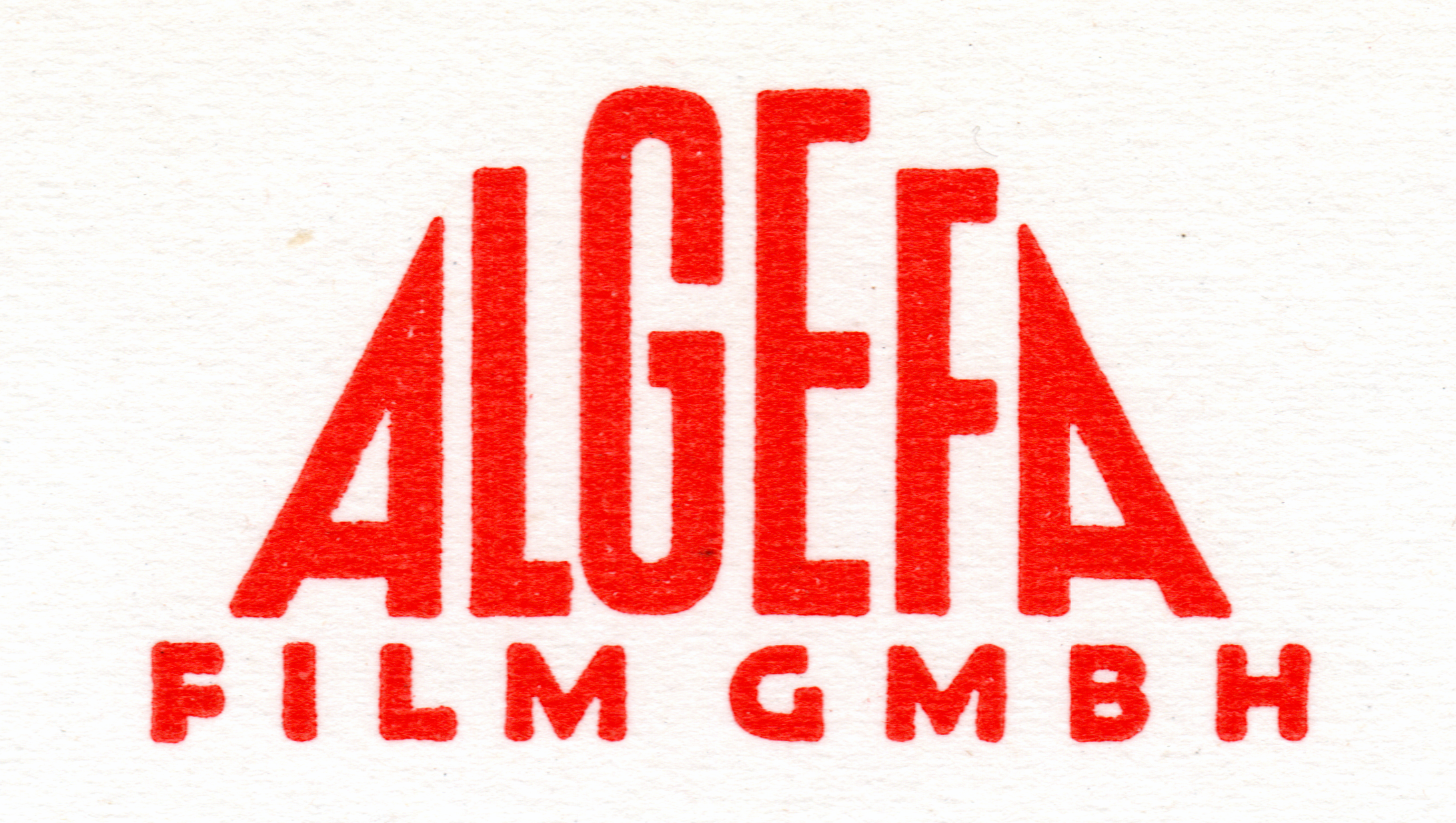
Logo

Die Algefa (Allgemeine Filmaufnahme- und Vertriebs-GmbH) war eine 1935 in Berlin gegründete Filmproduktionsgesellschaft. Gründer waren der Schauspieler Paul Hörbiger, der Filmregisseur E. W. Emo und der österreichische Konsul Karl Künzel. Das Unternehmen, das ab November 1938 und in der Nachkriegszeit unter der Leitung von Friedrich Wilhelm Gaik bestand, stellte hauptsächlich dem Massengeschmack folgende Filme, also vorwiegend leichte Unterhaltungsproduktionen, her.

## Filmografie
Folgend eine Auswahl von Filmen der Algefa:
- 1935: Endstation (Regie: E. W. Emo; Darsteller: Hans Moser, Paul Hörbiger, Maria Andergast)
- 1936: Fiakerlied (Regie: E. W. Emo; Darsteller: Paul Hörbiger, Franz Schafheitlin, Gusti Huber)
- 1936: Drei Mäderl um Schubert (Regie: E. W. Emo; Darsteller: Paul Hörbiger, Maria Andergast, Gustav Waldau)
- 1937: Die Austernlilli (Regie: E. W. Emo; Darsteller: Helen Fichtmüller, Theo Lingen, Oskar Sima)
- 1940: Herzensfreud – Herzensleid (Regie: Hubert Marischka; Darsteller: Hans Leibelt, Erika von Thellmann)
- 1941: Aufruhr im Damenstift (Regie: Friedrich Dammann; Darsteller: Maria Landrock, Hedwig Bleibtreu)
- 1941: Sonntagskinder (Regie: Jürgen von Alten; Darsteller: Erwin Biegel, Gerhard Dammann)
- 1952: Du bist die Rose vom Wörthersee (Regie: Hubert Marischka; Darsteller: Marte Harell, Grethe Weiser)
- 1953: Der keusche Josef (Regie: Carl Boese; Darsteller: Ludwig Schmitz, Waltraut Haas, Gunther Philipp)
- 1953: Bezauberndes Fräulein (Regie: Georg Thomalla; Darsteller: Georg Thomalla, Herta Staal)
- 1954: Die schöne Müllerin (Regie: Wolfgang Liebeneiner; Darsteller: Hertha Feiler, Waltraut Haas, Gerhard Riedmann)
- 1954: Phantom des großen Zeltes (Regie: Paul May; Darsteller: René Deltgen, Angelika Hauff)
- 1955: Oberwachtmeister Borck (Regie: Gerhard Lamprecht; Darsteller: Gerhard Riedmann, Annemarie Düringer)
- 1955: Urlaub auf Ehrenwort (Regie: Wolfgang Liebeneiner; Darsteller: Claus Biederstaedt, Eva Ingeborg Scholz)
- 1956: Der Kurier des Zaren (Koproduktion, Regie: Carmine Gallone; Darsteller: Curd Jürgens)